# سیاه‌اردک بال‌سفید
سیاه‌اردک بال‌سفید (نام علمی: Melanitta deglandi) نام یک گونه از سرده سیاه‌اردک است.